# Rhos

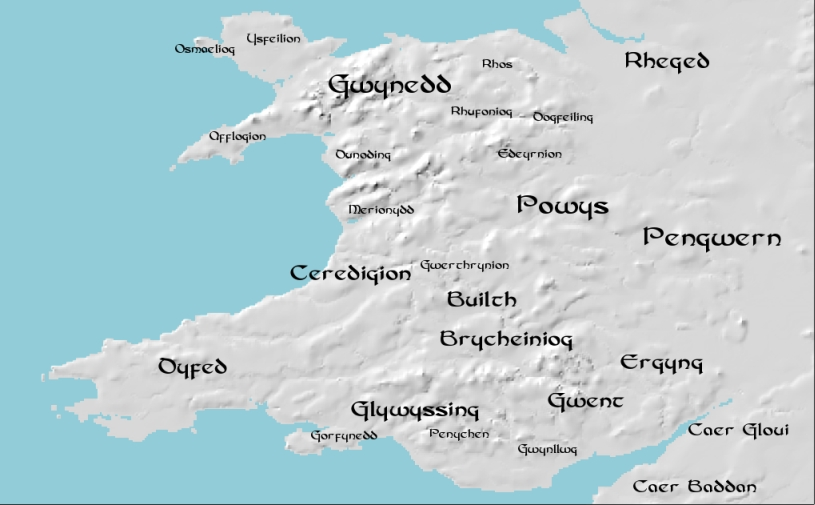
Galles nel V secolo

Rhôs significa ‘moro’. È una regione del Gwynedd, formalmente un cantref del Denbighshire, nel Galles settentrionale.
Rhôs è identificato con un piccolo regno del periodo altomedievale. All'inizio faceva probabilmente parte del Ceredigion, ma nel tardo V secolo divenne un sub-regno del Gwynedd, da cui fu poi assorbito. Il suo primo vero sovrano fu Owain Ddantgwyn (figlio più giovane di Einion Yrth), che regnò dal 480 ca. È considerato da alcuni la base storica per Re Artù. Infatti, il nome del padre, Yrth, potrebbe essere letto come Uther, cioè Uther Pendragon, il padre di Artù.
Il re più famoso fu forse Cynlas Goch, figlio di Owain Danwyn, che visse agli inizi del VI secolo e che fu denunciato dal monaco Gildas. Della dinastia reale di Rhôs fecero parte anche sant'Einion (durante il suo regno il Rhos, col permesso del sovrano del Gwynedd, Maelgwn ap Cadwallon, assorbì l'Afflogion, regno o signoria nella penisola di Lleyn, fondato da Afloyg ap Cunedda). Sembra che proprio dopo la morte di Einion, il Rhos sia finito sotto il diretto controllo del Gwynedd, forse al tempo di re Rhun Hir. Alla dinastia del Rhos appartennero anche san Seiriol Gwyn e san Merryn. Questa famiglia rimase molto importante nel Gwinedd orientale, e un suo componente, Caradog, diventerà anche sovrano del Gwynedd.
Dopo essere divenuto un cantref nell'XI secolo, nel XIII secolo, dopo la fine dell'indipendenza del Galles, entrò a far parte della signoria di Denbigh, assegnato al Conte di Lincoln. Il Cantrefydd fu abolito nel 1536, ma il nome di Rhôs sopravvive oggi in luoghi quali Llandrillo-yn-Rhôs, Llanelian-yn-Rhôs, Penmaen Rhôs e il Rhôs sul mare.